# Lufthansa CityLine

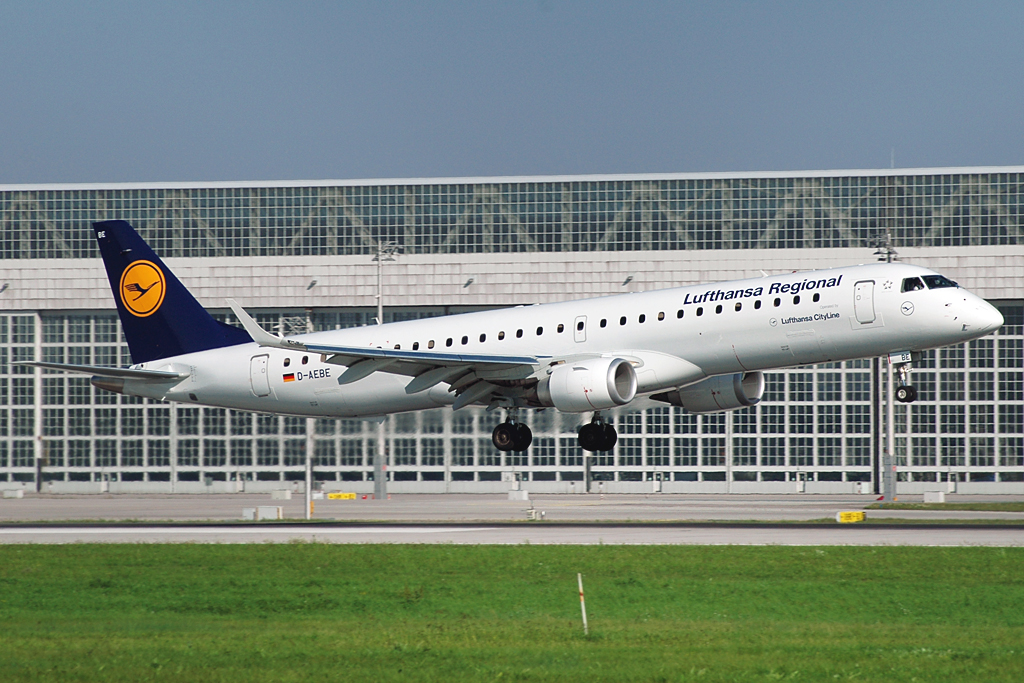
Embraer 195

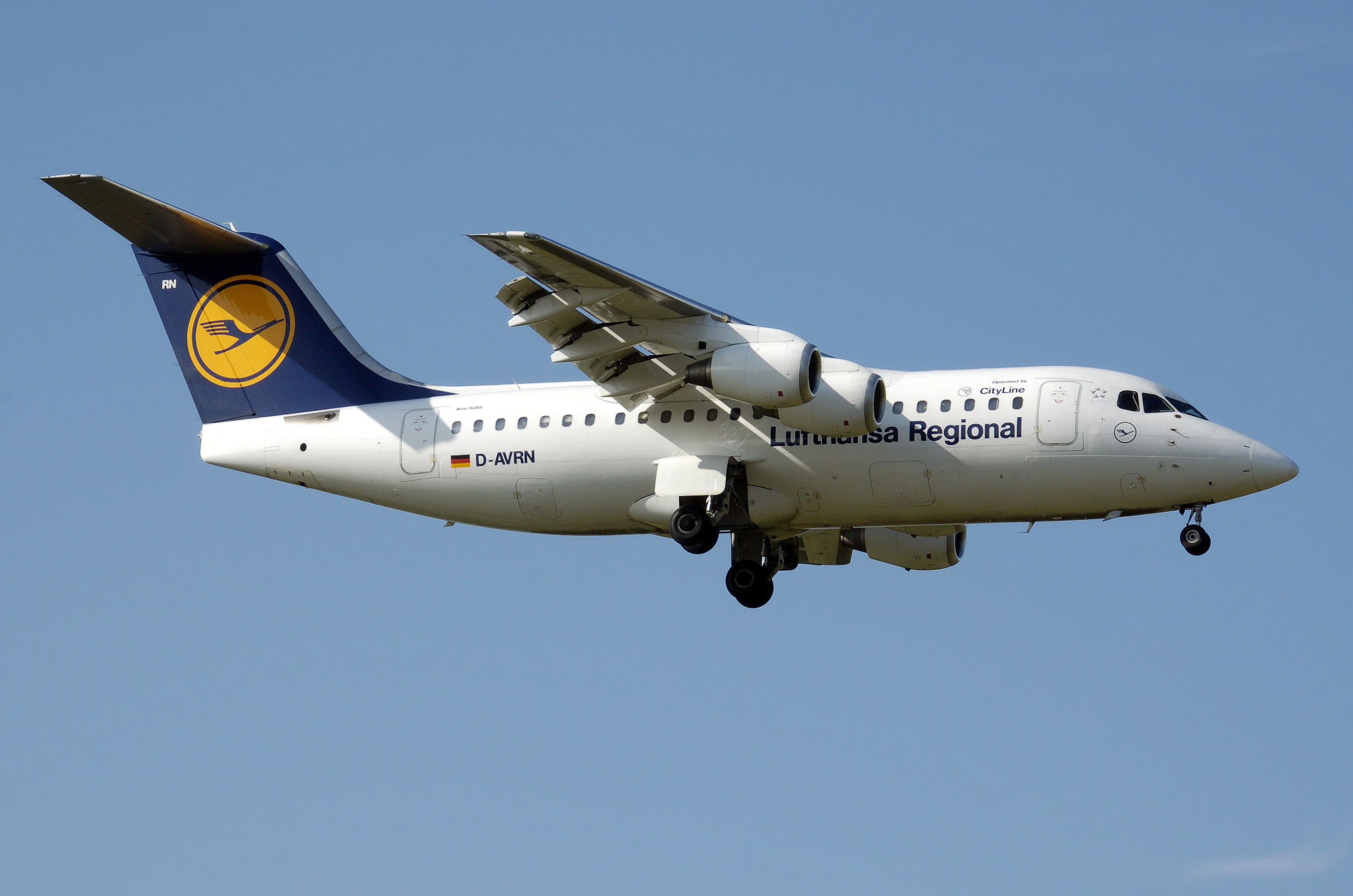
Avro RJ85 da Lufthansa CityLine (Regional)

A Lufthansa CityLine GmbH é uma subsidiária integral da Deutsche Lufthansa AG e uma das cinco parceiras da Lufthansa Regional, baseada em Colônia, Alemanha. É a maior companhia regional da Europa.

## História
A Lufthansa CityLine foi fundada em 1958 com a designação de Ostfriesische Lufttaxi. Em 1970 muda o seu nome para Ostfriesische Lufttransport. Em 1 de Outubro de 1974, a empresa é reorganizada, e altera a sua designação para Luftverkehrsgesellschaft GmbH, começando a operar conjuntamente com a Lufthansa, em 1978, em rotas internacionais regionais. Em 1988, toda a sua operação é efectuada em nome da Lufthansa. Em Março de 1992, passa a fazer parte da Lufthansa e o seu passa a Lufthansa CityLine. Em dezembro de 2012 tinha 2.373 funcionários. Desde outubro de 2003, a Lufthansa CityLine, cuja sede fica em Colônia, faz parte do grupo Lufthansa Regional. Atualmente, a Lufthansa CityLine exerce a maior parte de suas atividades no aeroporto de Munique. Cerca de um terço de todos os voos Lufthansa a partir de Munique são operados pela Lufthansa CityLine. A Lufthansa CityLine tem 2.444 empregados – 711 tripulantes de cabine de comando, 866 tripulantes de cabine e 867 profissionais na equipe técnica e administrativa – e transporta 7 milhões de passageiros por ano.

## Destinos
Com mais de 355 voos diários para 72 destinos na Europa, a Lufthansa CityLine oferece desde os centros de
hubs Frankfurt e Munique voos non-stop para toda a Europa. Entre os destinos em rede de rotas da Lufthansa Linha, incluem cidades como Bruxelas, Londres e Florença, bem como Stavanger, Odessa ou Cluj.

## Frota
- 17 Bombardier CRJ-900
- 9 Embraer 190
- 24 Embraer 195